# Брус (алатка)
Брус је алатка за глачање и полирање метала и неметала и оштрење других алата, израђена од природног или вештачког абразива. Брусом се називају и сегменти сложенијих алатки који служе истој сврси – брусни тањири, лонци, дискови и сл. 
Хемијски састав, структура, тврдоћа, зрнатост (гранулација), облик и величина бруса зависе од намене и режима коришћења ових алатки. 
Брусеви могу бити природног и вештачког порекла, односно, могу бити израђени од природних или синтетских абразива. Брусеви природног порекла састоје се од неког тврђег зрнастог материјала (кварцни песак, измрвљени корунд итд.) везаног природним везивом – калцијум-карбонатом или неким другим природним цементом. Брусеви вештачког порекла израђују се од вештачких абразива, најчешће карборундума (силицијум-карбид), и везива. Структура бруса зависи од његове густине, односно од односа абразива и везива, с једне, и ваздуха, с друге стране, а његова тврдоћа од тога колико је чврста веза између везива и честица абразива. Гранулација бруса односи се на величину честица абразива. Брус крупнијег зрна користи се за грубљу обраду, код које је важно што брже одстранити непотребне слојеве материјала, док се брусеви финије гранулације користе за завршну обраду и полирање. 
Брусне алатке за ручно брушење најчешће су призматичног или овалног облика, а могу имати и форму турпије. За машинско брушење користе се брусни тањири, брусни лонци, дискови, цилиндрична брусна тела различитих пречника и дебљина.

## Галерија
- Схематски приказ процеса брушења
- Брус
- Арканзашки камен
- Брусни папир
- Брусна плоча
- Брусни лонци
- Различити брусни алати